# Ioannis Theotokis
Ioannis Theotokis, in greco Ιωάννης Θεοτόκης (Atene, 1880 – Atene, 1961), è stato un politico greco, per un breve periodo primo ministro di un governo ad interim dal 6 gennaio al 23 marzo 1950.
Nella sua lunga carriera politica è stato sette volte deputato e tre volte Ministro dell'Agricoltura.
Fu membro della Massoneria.